# クリスティアン・ボーア
クリスティアン・ハラルト・ラウリツ・ピーター・エミール・ボーア（Christian Harald Lauritz Peter Emil Bohr、1855年2月14日 - 1911年2月3日）は、デンマークの生理学者である。物理学者ニールス・ボーアの父である。

## 業績
22歳のときに最初の科学論文"Om salicylsyrens indflydelse på kødfordøjelsen"（サリチル酸が肉の消化に及ぼす影響について）を書いた。1880年に医学の学位を取得した。ライプツィヒ大学でカール・ルートヴィヒに師事して生理学の博士号を取得し、1886年にコペンハーゲン大学の生理学教授に任命された。
1891年、彼は死腔を最初に定義した。
1903年、水素イオンと二酸化炭素によりヘモグロビンの酸素親和性が低下する現象を記述した。この現象は、現在ではボーア効果と呼ばれている。これにより、活性化した筋肉組織のように、急速な代謝によって比較的高濃度の水素イオンと二酸化炭素が生成されている組織では、ヘモグロビンによる酸素放出の効率が高まる。

## 私生活
宗教観については、ルーテル派として育てられ、後に無神論者となった。
1881年にエレン・エーズラ(Ellen Adler)と結婚した。子供に、物理学者でノーベル物理学賞を受賞したニールス・ボーア、数学者でサッカー選手でもあるハラルト・ボーアがおり、孫に物理学者でノーベル物理学賞を受賞したオーゲ・ニールス・ボーアがいる。
コペンハーゲンのアシステンス教会墓地に埋葬されている。